# Roye (Adelsgeschlecht)
Das Haus Roye war eine Adelsfamilie des hochmittelalterlichen Vermandois in Frankreich, die vom 12. bis zum 16. Jahrhundert existierte. Ihr namensgebender Stammsitz war Roye im Département Somme.

## Geschichte
Die frühen Vertreter des Hauses Roye waren Vasallen der Grafen von Vermandois. Émile Goët behauptete gar, dass die Familie unmittelbar von Graf Heribert IV. abstammen würde, wofür er allerdings keine Belege nennen konnte. Der älteste bekannte Ahn der Familie ist Alberici de Roia, der 1144 einer der Zeugen der Bestätigungsurkunde des Grafen Rudolf I. zur Gründung der Zelle des Klosters Longpont zu Héronval (bei Mondescourt) war. 1163 wird er mit seinem Sohn Rogonus und dem Bruder Wermundus genannt, als ihm Graf Rudolf IV. die Hälfte der Einkünfte der Mühle von Becquigny garantierte. Im selben Jahr erscheint er mit seiner Frau Helvidis als Zeuge unter einer Urkunde des Bischofs von Noyon.
Am Ende des 12. Jahrhunderts wurde das Vermandois nach dem Aussterben seines Grafenhauses mit der Krondomäne vereint und die Herren von Roye wurden somit unmittelbare Vasallen der Krone. Bartholomäus von Roye († 1237) war ein Vertrauensmann König Philipps II. Augustus (1180–1223) und amtierte für diesen als Großkämmerer. Mit seinem Neffen Johann I. von Roye kämpfte er 1214 in der Schlacht bei Bouvines. Nach dem Kanzler Guérin war er (Bartholomeum de Roia Franciæ camerarium) im September 1222 in Saint-Germain-en-Laye der zweite urkundliche Zeuge des Testaments des Königs.
Die Nachkommen Matthäus’ I. von Roye († 1295) teilten sich in zwei Linien. Sein jüngerer Sohn Matthieu III. de Roye und dessen Sohn Dreux de Roye wurden Veteranen der Schlacht von Poitiers 1356. Jean III. de Roye und zwei seiner Brüder fielen 1396 in der Schlacht bei Nikopolis gegen die Türken. Im frühen 15. Jahrhundert starb die ältere Linie der Familie aus. Die trotz zweier Ehen kinderlos gebliebene Maria von Roye vererbte den Familienstammsitz an ihren Cousin aus der jüngeren Linie Mathieu V. de Roye. Der war ein Überlebender der Schlachten bei Nikopolis 1396 und Azincourt 1415 und kämpfte noch in der Schlacht bei Patay 1429 an der Seite von Jeanne d’Arc.
Die letzten Generationen der Familie wandten sich im 16. Jahrhundert der protestantischen Konfession zu und wurden zu Anhängern der Hugenotten. Die zwei letzten Töchter des Hauses heirateten mit dem Prince de Condé und dem Comte de La Rochefoucauld zwei der politisch-militärischen Führern der Hugenotten. Das Erbe des Hauses Roye traten dabei die Nachkommen der jüngeren Tochter aus dem Haus La Rochefoucauld an. François V. de La Rochefoucauld († 1650), Enkel der letzten Erbin von Roye, verlor dieses am 17. August 1630 per Parlamentsbeschluss an Maximilien de Belleforière, marquis de Soyecourt.

## Wappen
Die älteste bekannte Beschreibung des Wappens der Herren von Roye (de gueules à la bande d’argent) entstammt einer Auflistung der teilnehmenden Ritter am Turnier von Compiègne im Juni 1238 anlässlich der Feierlichkeiten zur Hochzeit des Grafen Robert I. von Artois. Mathäus I. von Roye war einer der teilnehmenden Ritter.

## Stammliste

### Ältere Linie
1. Alberich von Roye, † nach 1166, Herr von Roye; ⚭ Hedwide.
  1. Rogon/Rorgon von Roye, † nach 1192, Herr von Roye; ⚭ Adele.
    1. Rudolf von Roye, † nach 1202, Herr von Roye; ⚭ ?.
      1. Johann I. von Roye, † nach 1219, Herr von Roye; ⚭ ?.
        1. Matthäus I. von Roye, † 1295, Herr von Roye und Guerbigny; ⚭ Alix.
          1. Johann II. von Roye, † nach 1338, Herr von Roye und Guerbigny; ?.
            1. Matthäus II. von Roye, † ca. 1380, Herr von Roye und Guerbigny; ⚭ Yolande von Hangest, Tochter Johanns von Hanges, Herr von Genlis, und der Maria von Vignemont.
              1. Maria von Roye, † nach 1416, Herrin von Roye und Guerbigny; 1. ⚭ Alain von Maury, Neffe des Connétable du Guesclin; 2. ⚭ Johann V. von Hangest, Herr von Hangest und Avesnecourt, Großmeister der Armbrustschützen.

          2. Matthäus III. von Roye, † ca. 1360, Herr von Plessis-de-Roye; ⚭ Marguerite de Ville – Nachkommen siehe unten
          3. Albert von Roye, † 23. April 1336, 1326 Bischof von Laon.
          4. Arnold von Roye, Erzdiakon von Cambrai.
          5. Peter von Roye, Herr von Manrecourt.
          6. Drogo von Roye, † nach 1328, Herr von Germigny; ⚭ Alix von Garlande.
          7. Maria von Roye, † ca. 1345, ⚭ Simon von Poissy.

      2. Rudolf von Roye, Herr von La Ferté-en-Ponthieu; ⚭ ?.
        1. Matthäus I. von Roye, † ca. 1280, Herr von La Ferté-en-Ponthieu; ⚭ Johanna von Vendeuil.
          1. Matthäus II. von Roye, † vor 1310, Herr von La Ferté-en-Ponthieu; ⚭ Margarete von Picquigny.
            1. Alienor von Roye, Herrin von La Ferté-en-Ponthieu; 1315 ⚭ Johann I. von Châtillon, † 1363, Herr von Châtillon etc., Großmeister von Frankreich (Haus Châtillon).

          2. Maria von Roye, Herrin von Vendeuil; ⚭ Wilhelm VI. von Béthune, † 1340, Herr von Loker und Hébuterne (Haus Béthune).

        2. Maria von Roye; 1. ⚭ Aubert von Hangest, Herr von Genlis; 2. ⚭  Burchard V., † 1271, Graf von Vendôme; 3. ⚭ Johann von Vieuxpont, Herr von Courville.

    2. Bartholomäus von Roye, † 24. Januar 1237, Herr von Acquigny, Großkämmerer von Frankreich; ⚭ Perenelle von Montfort, † 3. Februar 1216, Tochter Simons IV. von Montfort (Haus Montfort).
      1. Johann von Roye, † 30. Juni 1278.
      2. Alix von Roye, † 26. Januar 1226; 1. ⚭ Johann von Alençon, † 8. Januar 1212, Sohn Graf Roberts III. von Alençon (Haus Montgommery); 2. ⚭ Rudolf von Nesle, Herr von Flavy (Haus Nesle).
      3. Amicia von Roye; ⚭ Wilhelm Crespin, Herr von Bec-Crespin.
      4. Adele von Roye, † 5. Mai 1311; ⚭ Jean le Latinier.
      5. Margarete von Roye, † 9. Februar 1268.

    3. Peter von Roye, † 2. März 1248; ⚭ ?
      1. Matthäus von Roye, † 16. April 1259.
      2. Robert von Roye, † 21. Februar 1271.
      3. Nikolaus von Roye, † 15. April 1240, 1228 Bischof von Noyon.
      4. Bartholomäus von Roye, † 26. April 1264, Erzdiakon von Noyon.
2. Guermond von Roye.

### Jüngere Linie
1. Mathieu III. de Roye, † um 1360, Seigneur d’Aulnois et de Plessis-de-Roye; ⚭ Marguerite de Ville – Vorfahren siehe oben
  1. Mathieu IV. „le Flamand“ de Roye, † 1380, Seigneur d’Aulnois et de Plessis-de-Roye etc., Großmeister der Armbrustschützen; ⚭ Jeanne de Chérisy.
    1. Jean III. de Roye, X 25. September 1396 bei Nikopolis, Seigneur de Plessis-de-Roye etc.; 1. ⚭ Jeanne de Béthune, † 1380, Tochter von Jean de Béthune, seigneur de Vendeuil (Haus Béthune); 2. ⚭ Aleaume, châtelaine de Berghes.
      1. (I) Mathieu V. de Roye, † 1443, Seigneur d’Aulnois et de Plessis-en-Roye, de Roye et de Guerbigny; 1. ⚭ Marguerite de Ghistelles; 2. ⚭ Catherine de Montmorency, † 1455 (Haus Montmorency).
        1. (I) Guy de Roye, † 1463, Seigneur de Roye etc., Ritter des Ordens vom Goldenen Vlies.
        2. (I) Isabeau de Roye; ⚭ Philippe de Ternant, Ritter des Ordens vom Goldenen Vlies.
        3. (II) Jean IV. de Roye, † 1498, Seigneur de Roye etc., Ritter des Ordens vom Goldenen Vlies; 1. ⚭ Blanche de Brosse, Tochter von Jean de Brosse, Marschall von Frankreich; 2. ⚭ Marguerite du Bois.
          1. (I) Marie de Roye, † 1488; ⚭ Philippe de Nevers, seigneur de Rosoy, unehelicher Sohn Johanns II. von Burgund, Graf von Nevers.
          2. (I) Antoine de Roye, X 1515 bei Marignano, Seigneur de Roye etc., ⚭ Catherine de Sarrebruck, † 1542, Comtesse de Roucy (Maison de Broyes).
            1. Charles de Roye, * 15. Januar 1510, † 15. Februar 1551, Seigneur de Roye etc., Comte de Roucy; ⚭ Madelaine de Mailly, Dame de Conti.
              1. Éléonore de Roye, * 24. Februar 1535, † 23. Juli 1564; ⚭ Louis I. de Bourbon, prince de Condé, † 1569.
              2. Charlotte de Roye, * 1537, † 1572, Comtesse de Roucy; ⚭ François III. de La Rochefoucauld, comte de La Rochefoucauld, X 24. August 1572 in der Bartholomäusnacht.

          3. (II) Florent de Roye.

        4. (II) Jeanne de Roye, dame de Vendeuil; ⚭ Jean de Sainte-Beuve.

      2. (I) Jeanne de Roye, † 1434; ⚭ Jean de Créquy, Ritter des Ordens vom Goldenen Vlies, X 1415 bei Azincourt.
      3. (I) Marie de Roye, † 1395; ⚭ Thibaut de Rivery.
      4. (II) Jeannette de Roye; ⚭ Aubert de Hangest, seigneur d’Arzillières.

    2. Guy de Roye, † 1409, 1391 Erzbischof von Reims.
    3. Mathieu-Tristan de Roye, Seigneur de Busancy.
    4. Raoul de Roye, † 1418, Abt von Saint-Lucien de Beauvais.
    5. Dreux-Lancelot de Roye, X 25. September 1396 bei Nikopolis.
    6. Béatrix de Roye; ⚭ Jean, Seigneur de Bazoches, Vidame de Châlons.
    7. Renaud de Roye, X 25. September 1396 bei Nikopolis, Seigneur de Milly et de Biare.
    8. Jeanne de Roye, † 1390, Äbtissin von Chelles.

  2. Dreux de Roye, seigneurs de Cangy.
  3. Jean „Baudrain“ de Roye, seigneur de Lagny.
    1. Jean „le Beau“ de Roye, seigneur de Millancourt, de Cangy et d’Happencourt; ⚭ Marie de Châtillon, Tochter von Jean de Châtillon, seigneur de Dours (Haus Châtillon).

  4. Marie de Roye; ⚭ Robert Fauvel de Clary.